# 20. Marineflakregiment
Het 20. Marineflakregiment was een Duitse militaire eenheid in de Tweede Wereldoorlog. De eenheid werd in augustus 1941 opgericht. Tijdens haar gehele bestaan was het gestationeerd in Lorient, waar het voornamelijk belast werd met de bescherming van de haven tegen luchtaanvallen. In april 1943 werd de eenheid omgevormd tot de IV. Marineflakbrigade.
Het 20. Marineflakregiment was onderdeel van het Seekommandant Bretagne, dat weer onder de Marinebefehlshaber Westfrankreich viel. 

## Commandanten
- Fregattenkapitän M.A. Max Grotewahl (augustus 1941 - februari 1943)
- Kapitän zur See Wilhelm von Harnier Freiherr von Regendorf (februari 1943 - april 1943)

## Samenstelling
- Marineflakabteilung 704
- Marineflakabteilung 708
- Marineflakabteilung 806
- Marineflakabteilung 817
- Marineflakabteilung 818
- 3. Marinenebelabteilung